# 莫利塞克罗地亚人
莫利塞克罗地亚人是居住在意大利莫利塞的克罗地亚人分支。2010年估计人数为21,360人，他们使用斯拉沃莫利萨诺语，一种塞尔维亚-克罗地亚语方言。他们是15和16世纪后期逃离奥斯曼帝国的克罗地亚人后裔。